# Eva Eriksson

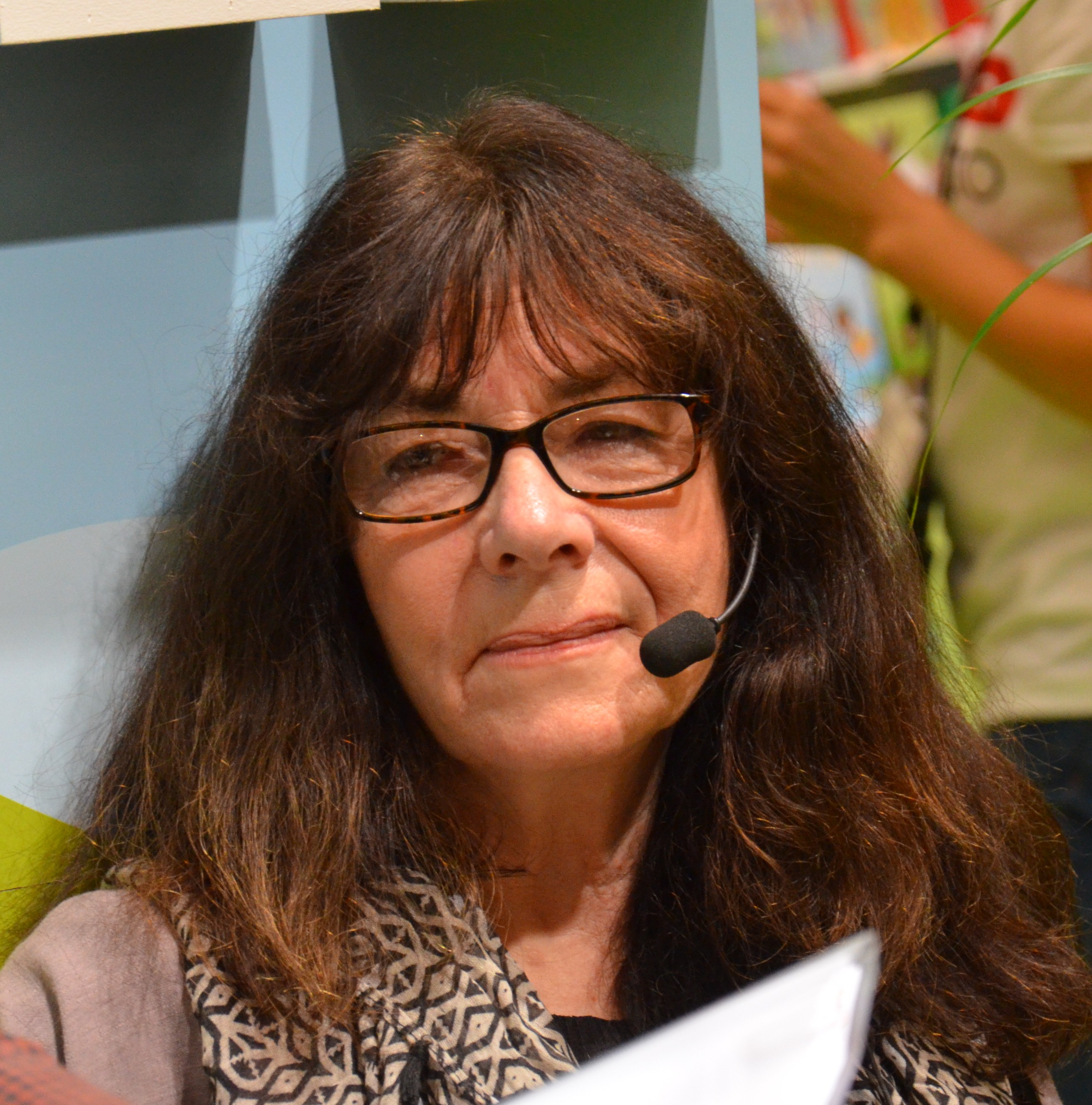
Eva Eriksson (2012)

Eva Eriksson (* 1949 in Halmstad) ist eine schwedische Künstlerin, Buchillustratorin und Autorin von Kinderbüchern. Außer eigenen Büchern hat sie u. a. Bücher von Barbro Lindgren und Ulf Nilsson illustriert. Für ihre Illustrationen erhielt sie nationale Preise und Ehrungen.

## Bibliographie

### Kinder- und Jugendliteratur

#### Bilderbücher
- Hokus pokus oder wie Gustav nicht ins Bett gehen wollte. Oetinger Verlag, 1978. ISBN 3-7891-5719-8 (Originaltitel: Hokus pokus)
- Eifersucht oder kann man zu dritt im Sandkasten spielen? Oetinger Verlag, 1980. ISBN 3-7891-5721-X (Originaltitel: Svartsjuka)
- Die Zahnreise oder wie Bella einen Zahn verlor. Oetinger Verlag, 1980. ISBN 3-7891-5720-1 (Originaltitel: Tandresan)
- In einer kleinen Woche oder Wie Bella endlich Gustav traf. Oetinger Verlag, 1987. ISBN 978-3-7891-5718-9 (Originaltitel: Om en liten vecka)
- Bella geht einkaufen. Übersetzt von Angelika Kutsch. Oetinger Verlag, 2000. ISBN (Originaltitel: Malla handlar)
- Bella lernt Rad fahren. Oetinger Verlag, 2005. ISBN 978-3-7891-6456-9 (Originaltitel: Malla cyklar)

#### Erstlesebücher
- Sonne, Mond und Sterne: Stefans neue Jacke. Oetinger Verlag, 1987. ISBN 3-7891-1676-9 (Originaltitel: Stures nya jacka)
- Sonne, Mond und Sterne: Weg da, wir kommen! Oetinger Verlag, 1988. ISBN 3-7891-1693-9 (Originaltitel: L°adbilen)
- Sonne, Mond und Sterne: Lauras Geheimnis. Oetinger Verlag, 1992. ISBN 3-7891-1019-1

### Illustrationen

#### Bilderbücher
von Barbro Lindgren (übersetzt von Angelika Kutsch)
- Mutters wildes Hänschen. In deutsche Verse gebracht von James Krüss. Oetinger Verlag, 1981. ISBN 3-7891-6070-9
- Max und der Keks. Oetinger Verlag, 1982. ISBN 978-3-7891-5723-3
- Max und der Teddy. Oetinger Verlag, 1982. ISBN 978-3-7891-5724-0
- Max und das Auto. Oetinger Verlag, 1982. ISBN 3-7891-5722-8
- Max und der Ball. Oetinger Verlag, 1983. ISBN 978-3-7891-5725-7
- Max und die Lampe. Oetinger Verlag, 1983. ISBN 978-3-7891-5726-4
- Max und die Wanne. Oetinger Verlag, 1983. ISBN 978-3-7891-5727-1
- Das wilde Hänschen fährt zur See. In deutsche Verse gebracht von James Krüss. Oetinger Verlag, 1983. ISBN 3-7891-6071-7
- Max und der Puppenwagen. Oetinger Verlag, 1986. ISBN 3-7891-5728-7
- Max und das Töpfchen. Oetinger Verlag, 1986. ISBN 978-3-7891-5729-5
- Das wilde Hänschen und sein Hund. In deutsche Verse gebracht von James Krüss. Oetinger Verlag, 1986. ISBN 3-7891-6073-3
- Grosse Schwester und Kleiner Bruder gehen in die grosse Welt. Oetinger Verlag, 1993. ISBN 3-7891-6808-4
- Max und der Schnuller. Oetinger Verlag, 1995. ISBN 978-3-7891-6814-7
- Max und die Windel. Oetinger Verlag, 1995. ISBN 978-3-7891-6815-4
- Schwups – war die Banane weg! Oetinger Verlag, 1997. ISBN 3-7891-6825-4
- Andrejs Sehnsucht. Oetinger Verlag, 1998. ISBN 3-7891-6822-X
- Hier ist das kleine Haus. Oetinger Verlag, 1999. ISBN 978-3-7891-6816-1
- Julia wünscht sich ein Tier. Oetinger Verlag, 2003. ISBN 978-3-7891-6840-6

von Ulf Nilsson
- Kleine Schwester Kaninchen. Oetinger Verlag, 1984. ISBN 3-7891-5731-7
- Kleine Schwester Kaninchen und alle ihre Freunde. Übersetzt von Angelika Kutsch. Oetinger Verlag, 1988. ISBN 3-7891-5733-3
- Als kleine Schwester Kaninchen im großen Meer badete. Oetinger Verlag, 1988. ISBN 3-7891-5734-1
- Als kleine Schwester Kaninchen von einem Fuchs gejagt wurde. Oetinger Verlag, 1988. ISBN 3-7891-5735-X
- Als kleine Schwester Kaninchen sich ganz und gar verlaufen hat. Oetinger Verlag, 1988. ISBN 3-7891-5736-8
- Liebes kleines Schweinchen. Übersetzt von Angelika Kutsch. Oetinger Verlag, 1983. ISBN 3-7891-5730-9
- Die freche Krähe. Übersetzt von Angelika Kutsch. Oetinger Verlag, 1986. ISBN 3-7891-5732-5
- Fünf fette Zirkusschweine. Übersetzt von Angelika Kutsch. Oetinger Verlag, 1991. ISBN 3-7891-6901-3
- Die besten Beerdigungen der Welt. Übersetzt von Ole Könnecke. Moritz Verlag, 2006. ISBN 978-3-89565-174-8
- Als Oma seltsam wurde. Übersetzt von Ole Könnecke. Moritz Verlag, 2008. ISBN 978-3-89565-196-0
- Als wir allein auf der Welt waren. Übersetzt von Ole Könnecke. Moritz Verlag, 2009. ISBN 978-3-89565-212-7
- Der beste Sänger der Welt. Übersetzt von Ole Könnecke. Moritz Verlag, 2012. ISBN 978-3-89565-249-3

von Rose Lagercrantz
- Karlchen wär gern stark und gross. Mit Samuel Lagercrantz. In deutsche Verse gebracht von James Krüss. Oetinger Verlag, 1985. ISBN 3-7891-6072-5
- Karlchen zaubert eins-zwei-drei. Mit Samuel Lagercrantz. In deutsche Verse gebracht von James Krüss. Oetinger Verlag, 1987. ISBN 3-7891-6074-1.
- Treppauf, treppab ... oder die Alterstreppe. Oetinger Verlag, 1993. ISBN 3-7891-6807-6.
- Metteborgs Flohmarkt. Oetinger Verlag, 2002. ISBN 978-3-7891-6833-8.
- Du, mein Ein und Alles. Moritz Verlag, Frankfurt am Main 2016, ISBN 978-3-89565-329-2.

von Viveca Sundvall.
- Mimi und die Keksfabrik. Oetinger Verlag, 1989. ISBN 3-7891-5738-4.
- Wie Mimi einen Grossvater bekam. Oetinger Verlag, 1991. ISBN 3-7891-7103-4.

565-329-2.
von weiteren Autoren
- Kicki Stridh: Das unheimliche Spukhaus. Oetinger Verlag, 1993. ISBN 3-7891-7105-0
- Ulf Stark: Als Papa mir das Weltall zeigte. Übersetzt von Birgitta Kicherer. Carlsen Verlag, 1999. ISBN 978-3-551-51486-8
- Haruko Östergren: Schnüff schnüff. Übersetzt von Angelika Kutsch. Oetinger Verlag, 2003. ISBN 978-3-7891-6954-0
- Kim Fupz Aakeson: Erik und das Opa-Gespenst. Übersetzt von Dagmar Brunow. Oetinger Verlag, 2005. ISBN 978-3-7891-6251-0
- Ulf Sindt: Anna und Emma. Übersetzt von Antje Niemann. Oetinger Verlag, 2001. ISBN 978-3-7891-7116-1

#### Erstlesebücher
- Barbro Lindgren: Sonne, Mond und Sterne: Die Geschichte vom kleinen Onkel. Oetinger Verlag, 1986. ISBN 3-7891-1673-4
- Barbro Lindgren: Peter und Pummel. Carlsen Verlag, 1987. ISBN 3-551-53168-4
- Barbro Lindgren: Paulchen und sein Freund Gogo. Carlsen Verlag, 1988. ISBN 3-551-53191-9
- Rose Lagercrantz / Samuel Lagercrantz: Sonne, Mond und Sterne: Metteborg in der ersten Klasse. Oetinger Verlag, 1993. ISBN 978-3-7891-1022-1
- Rose Lagercrantz / Samuel Lagercrantz: Sonne, Mond und Sterne: Metteborg in der zweiten Klasse. Oetinger Verlag, 1994. ISBN 978-3-7891-1032-0
- Rose Lagercrantz / Samuel Lagercrantz: Sonne, Mond und Sterne: Metteborg in der dritten Klasse. Oetinger Verlag, 1995. ISBN 978-3-7891-1034-4

#### Romane/Erzählungen
- Ulf Nilsson: Wenn ich doch nur fliegen könnte. Oetinger Verlag, 1992. ISBN 3-423-70262-1
- Rose Lagercrantz: Aus Metteborgs wildbewegtem Schulleben. Oetinger Verlag, 1994. ISBN 978-3-7891-4126-3
- Viveca Sundvall: Eddie und die beste Freundin der Welt. Übersetzt von Angelika Kutsch. Rowohlt Taschenbuch Verlag, 1999. ISBN 3-499-20942-X
- Viveca Sundvall: Mimi, Roberta und das Tagebuch. Rowohlt Taschenbuch Verlag, 2000. ISBN 978-3-499-20991-8
- Sten Wistrand: Hier kommt Anton. Oetinger Verlag, 2003. ISBN 978-3-7891-5116-3
- Christina Björk: Von Kletterbäumen, Sachensuchern und kitzligen Pferden: Astrid Lindgrens Kindheit. Oetinger Verlag, 2007. ISBN 978-3-7891-3168-4
- Rose Lagercrantz: Mein glückliches Leben. Übersetzt von Angelika Kutsch. Moritz Verlag, 2011. ISBN 978-3-89565-239-4
- Rose Lagercrantz: Mein Herz hüpft und lacht. Übersetzt von Angelika Kutsch. Moritz Verlag, 2013. ISBN 978-3-89565-269-1
- Rose Lagercrantz: Alles soll wie immer sein. Übersetzt von Angelika Kutsch. Moritz Verlag, 2015. ISBN 978-3-89565-299-8

## Auszeichnungen
- 1981: Elsa Beskow-Plakette[1]
- 1983, 1985, 1998: BMF-Plakette
- 2000: Kinderbuchpreis des Landes Nordrhein-Westfalen
- 2001: Astrid-Lindgren-Preis (Schweden)
- 2005: Nominierung zum Astrid Lindgren Memorial Award[2]
- 2006: Ottilia-Adelborg-Preis
- 2007: Auswahlliste Deutscher Jugendliteraturpreis für Die besten Beerdigungen der Welt von Ulf Nilsson
- 2007: LesePeter des Monats April 2007 für das Bilderbuch Die besten Beerdigungen der Welt[3]
- 2014: Kinderbuchpreis des Landes Nordrhein-Westfalen (zusammen mit der Schriftstellerin Rose Lagercrantz) für Mein Herz hüpft und lacht